# Serpocaulon ptilorhizon
Serpocaulon ptilorhizon là một loài thực vật có mạch trong họ Polypodiaceae. Loài này được (H. Christ) A.R. Sm. mô tả khoa học đầu tiên năm 2006.